# 南富良野中継局
南富良野中継局（みなみふらのちゅうけいきょく）は北海道空知郡南富良野町にある中継局である。正式には「幾寅中継局」と「空知金山中継局」の2つである。ここでは両方とも記載する。

## 幾寅中継局

### 地上デジタルテレビジョン放送送信設備

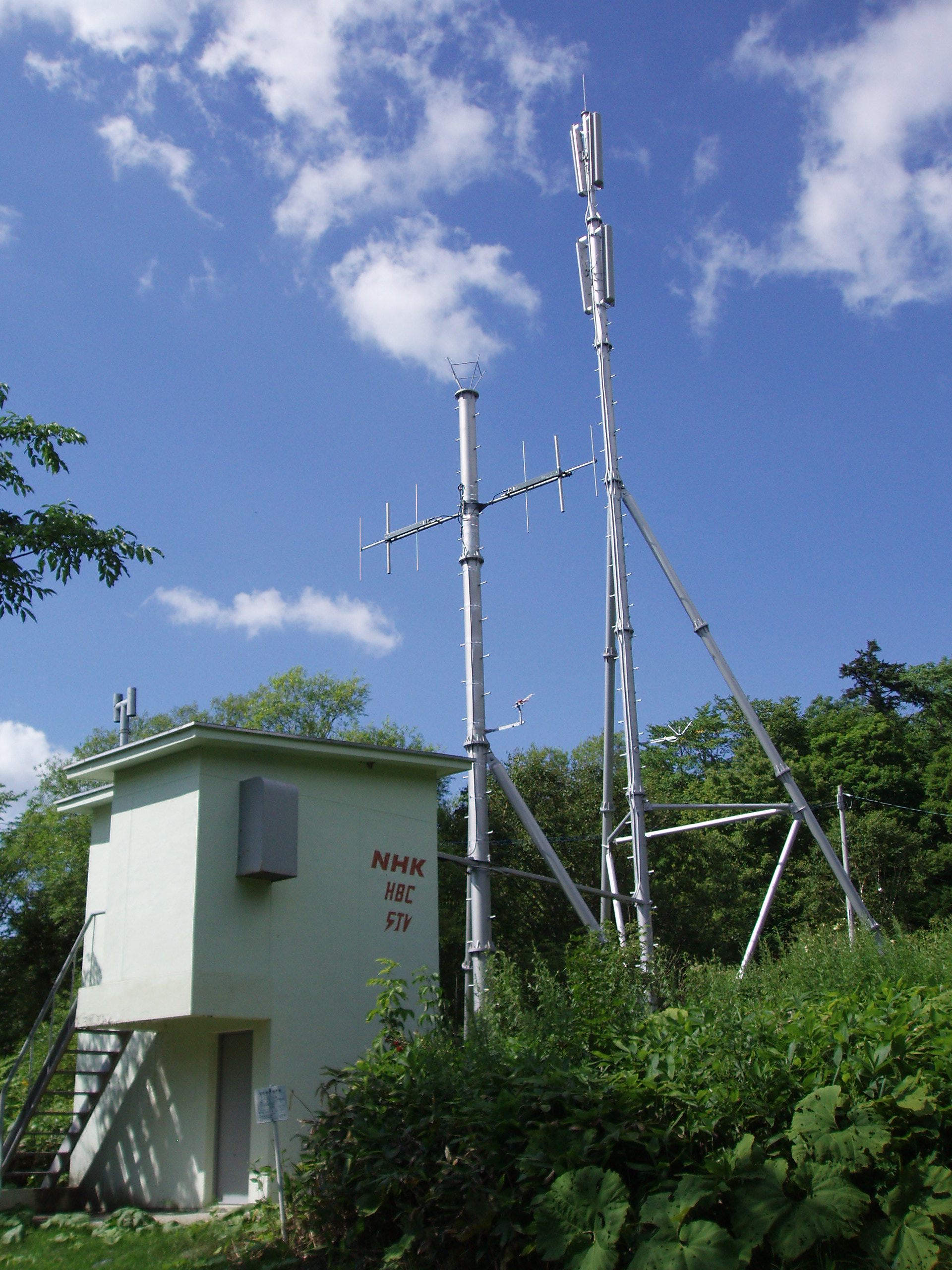
幾寅中継局
（NHK旭川放送局・HBC・STV）

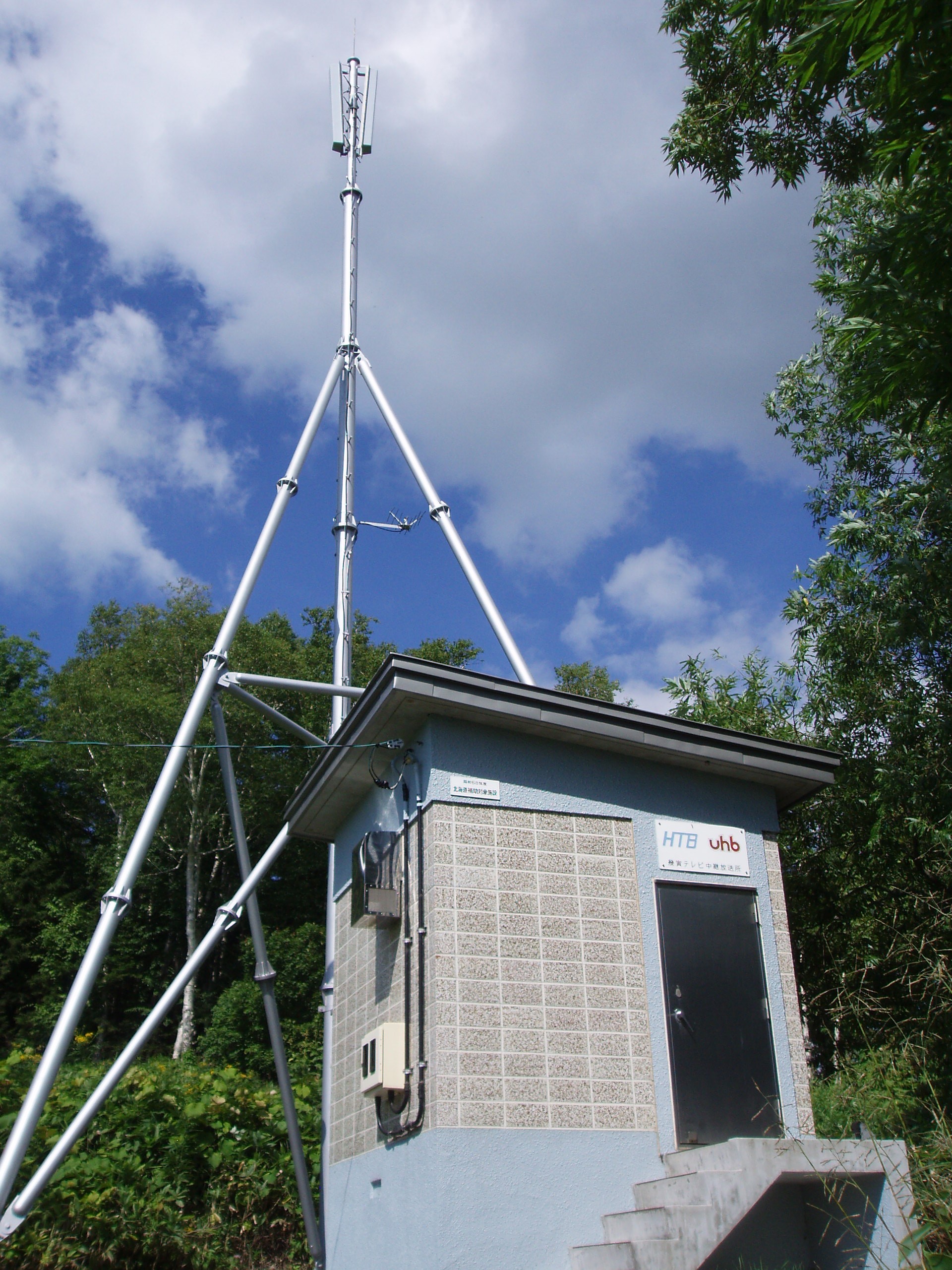
幾寅中継局
（HTB・UHB）

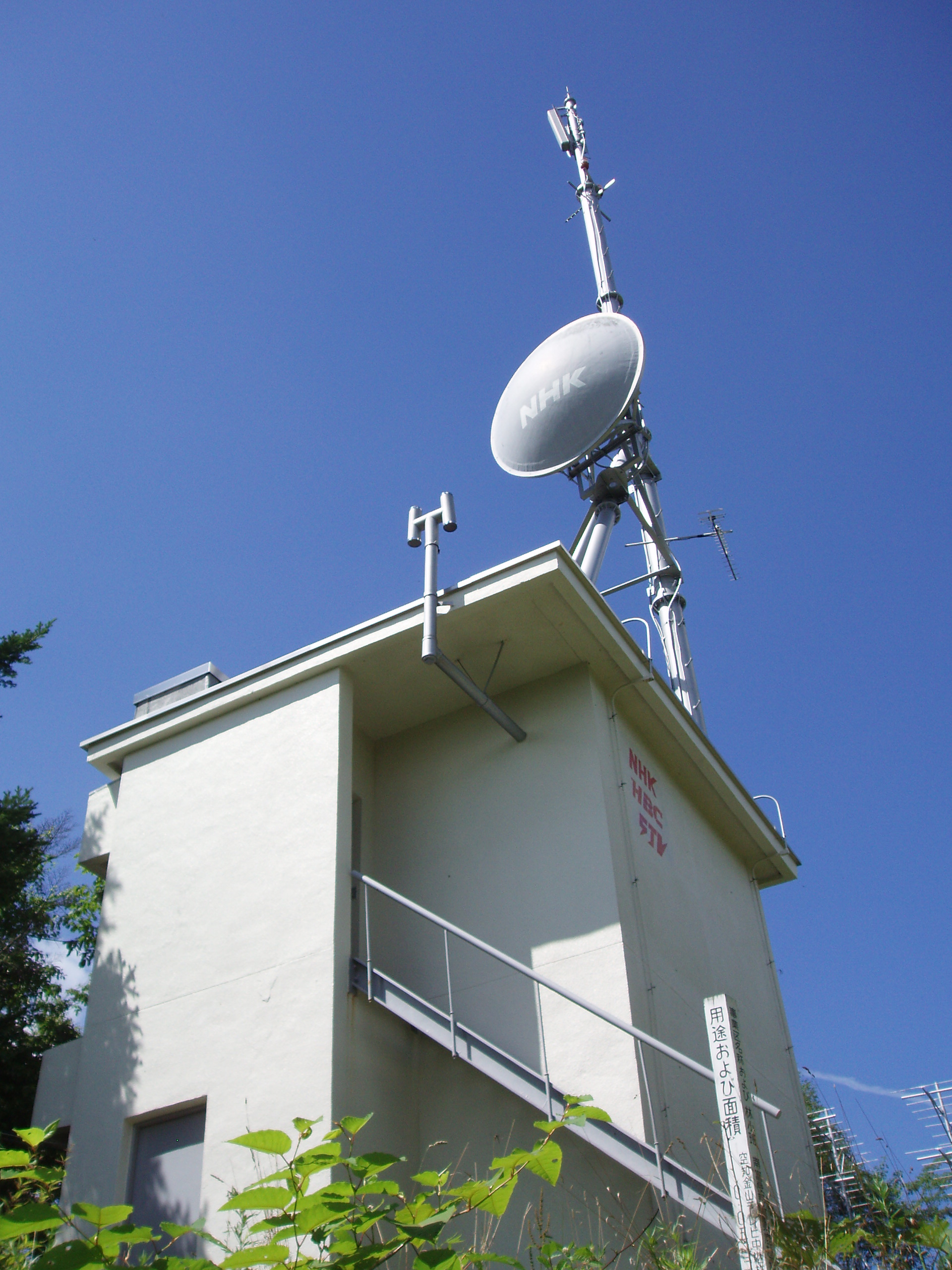
空知金山中継局（NHK・HBC・STV）

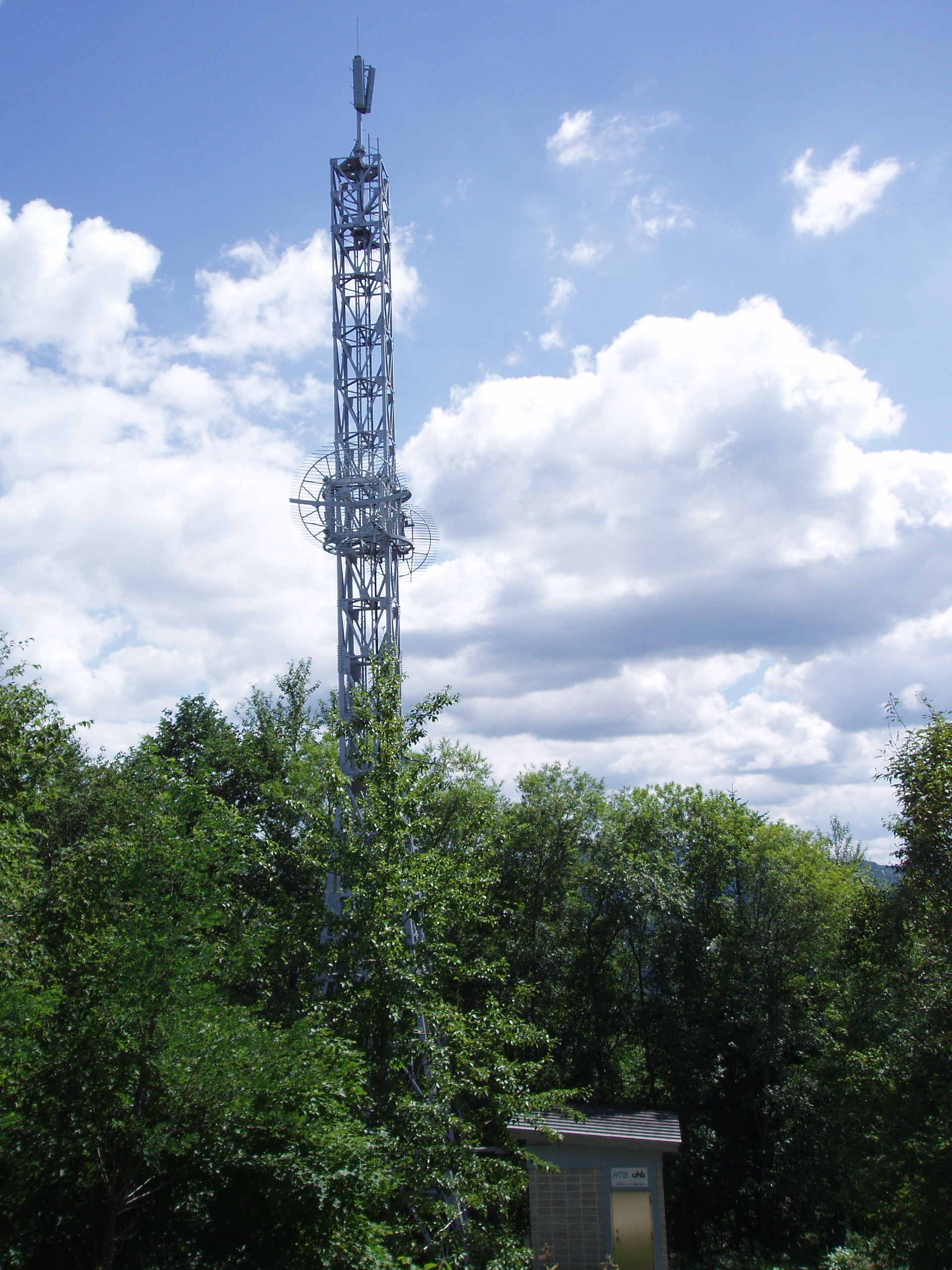
空知金山中継局（HTB・UHB）

| リモコン キーID | 放送局名             | チャンネル 番号 | 空中線 電力 | ERP  | 偏波面   | 放送対象地域                         | 放送区域 内世帯数 | 運用開始日      |
| --------------- | -------------------- | --------------- | ----------- | ---- | -------- | ------------------------------------ | ----------------- | --------------- |
| 1               | HBC 北海道放送       | 29              | 1W          | 4.6W | 水平偏波 | 北海道                               | 約900世帯         | 2010年 12月10日 |
| 2               | NHK 旭川教育         | 35              | 1W          | 6.6W | 水平偏波 | 全国                                 | 約900世帯         | 2009年 10月15日 |
| 3               | NHK 旭川総合         | 31              | 1W          | 6.6W | 水平偏波 | 道北圏 （上川・留萌・ 宗谷・北空知） | 約900世帯         | 2009年 10月15日 |
| 5               | STV 札幌テレビ放送   | 43              | 1W          | 4.6W | 水平偏波 | 北海道                               | 約900世帯         | 2010年 12月10日 |
| 6               | HTB 北海道テレビ放送 | 44              | 1W          | 4.5W | 水平偏波 | 北海道                               | 約900世帯         | 2010年 12月10日 |
| 7               | TVh テレビ北海道     | 47              | 1W          | 未定 | 水平偏波 | 北海道                               | 約900世帯         | 2012年 12月20日 |
| 8               | UHB 北海道文化放送   | 49              | 1W          | 4.6W | 水平偏波 | 北海道                               | 約900世帯         | 2010年 12月10日 |

### 地上アナログテレビジョン放送送信設備
| チャンネル 番号 | 放送局名             | 空中線 電力       | ERP | 偏波面   | 放送対象地域                         | 放送区域 内世帯数 | 運用開始日      |
| --------------- | -------------------- | ----------------- | --- | -------- | ------------------------------------ | ----------------- | --------------- |
| 51              | NHK 旭川教育         | 映像10W/ 音声2.5W | -   | 水平偏波 | 全国                                 | 630世帯           | 1967年 12月1日  |
| 53              | NHK 旭川総合         | 映像10W/ 音声2.5W | -   | 水平偏波 | 道北圏 （上川・留萌・ 宗谷・北空知） | 630世帯           | 1967年 12月1日  |
| 55              | HBC 北海道放送       | 映像10W/ 音声2.5W | -   | 水平偏波 | 北海道                               | 630世帯           | 1976年 12月18日 |
| 57              | STV 札幌テレビ放送   | 映像10W/ 音声2.5W | -   | 水平偏波 | 北海道                               | 630世帯           | 1976年 12月17日 |
| 59              | HTB 北海道テレビ放送 | 映像10W/ 音声2.5W | -   | 水平偏波 | 北海道                               | 630世帯           | 1983年 11月17日 |
| 61              | UHB 北海道文化放送   | 映像10W/ 音声2.5W | -   | 水平偏波 | 北海道                               | 630世帯           | 1983年 11月17日 |

- アナログテレビ開局時、NHK総合は4ch[3]、NHK教育は12ch[3]。1984年12月21日にUHFへ切換[2]。
- TVhにはチャンネルが割り当てられていなかった。

### FMラジオ放送
| 周波数  | 放送局名   | 空中線 電力 | ERP  | 偏波面   | 放送対象地域                         | 放送区域 内世帯数 | 運用開始日     |
| ------- | ---------- | ----------- | ---- | -------- | ------------------------------------ | ----------------- | -------------- |
| 84.7MHz | NHK 旭川FM | 1W          | 1.6W | 垂直偏波 | 道北圏 （上川・留萌・ 宗谷・北空知） | -                 | 1971年 7月28日 |

- 空知金山中継局には設置されていない（富良野中継局か幾寅中継局でカバーされている）。

## 空知金山中継局

### 地上デジタルテレビジョン放送送信設備
| リモコン キーID | 放送局名             | チャンネル 番号 | 空中線 電力 | ERP   | 偏波面                               | 放送対象地域 | 放送区域 内世帯数 | 運用開始日      |
| --------------- | -------------------- | --------------- | ----------- | ----- | ------------------------------------ | ------------ | ----------------- | --------------- |
| 1               | HBC 北海道放送       | 29              | 1W          | 8.5W  | 北海道                               | 水平偏波     | 約300世帯         | 2009年 12月24日 |
| 2               | NHK 旭川教育         | 51              | 1W          | 12.5W | 全国                                 | 水平偏波     | 約300世帯         | 2009年 12月24日 |
| 3               | NHK 旭川総合         | 31              | 1W          | 6.5W  | 道北圏 （上川・留萌・ 宗谷・北空知） | 水平偏波     | 約300世帯         | 2009年 12月24日 |
| 5               | STV 札幌テレビ放送   | 43              | 1W          | 13W   | 北海道                               | 水平偏波     | 約300世帯         | 2009年 12月24日 |
| 6               | HTB 北海道テレビ放送 | 41              | 1W          | 13W   | 北海道                               | 水平偏波     | 約300世帯         | 2009年 12月24日 |
| 7               | TVh テレビ北海道     | 47              | 1W          | 未定  | 北海道                               | 水平偏波     | 約300世帯         | 2012年 12月20日 |
| 8               | UHB 北海道文化放送   | 49              | 1W          | 13W   | 北海道                               | 水平偏波     | 約300世帯         | 2009年 12月24日 |

### 地上アナログテレビジョン放送送信設備
| チャンネル 番号 | 放送局名             | 空中線 電力       | ERP | 偏波面   | 放送対象地域                         | 放送区域 内世帯数 | 運用開始日      |
| --------------- | -------------------- | ----------------- | --- | -------- | ------------------------------------ | ----------------- | --------------- |
| 45              | NHK 旭川教育         | 映像10W/ 音声2.5W | -   | 水平偏波 | 全国                                 | 548世帯           | 1967年 12月1日  |
| 48              | NHK 旭川総合         | 映像10W/ 音声2.5W | -   | 水平偏波 | 道北圏 （上川・留萌・ 宗谷・北空知） | 548世帯           | 1967年 12月1日  |
| 50              | HBC 北海道放送       | 映像10W/ 音声2.5W | -   | 水平偏波 | 北海道                               | 549世帯           | 1976年 12月18日 |
| 52              | STV 札幌テレビ放送   | 映像10W/ 音声2.5W | -   | 水平偏波 | 北海道                               | 549世帯           | 1976年 12月17日 |
| 56              | HTB 北海道テレビ放送 | 映像10W/ 音声2.5W | -   | 水平偏波 | 北海道                               | 549世帯           | 1983年 11月17日 |
| 58              | UHB 北海道文化放送   | 映像10W/ 音声2.5W | -   | 水平偏波 | 北海道                               | 549世帯           | 1983年 11月17日 |

- TVhはアナログ放送ではどちらの中継局にもチャンネルが割り当てられていなかったが、デジタル放送では南富良野町が独自予算を付けたため、2012年12月20日に開局した[7]。但し、開局までは同じ上川南部の富良野市などと異なり、山々に囲まれているため、旭川送信所や2011年（平成23年）11月開局の帯広送信所、それに2012年10月開局の富良野中継局を受信出来ず、同年10月の試験電波発射を待つことになっていたが[1]、空知金山中継局は10月3日から、幾寅中継局は10月23日から試験放送を開始したことで南富良野町全域でもTVhが視聴可能となった。両中継局の試験放送開始まで南富良野町でTVhが受信できるのは、全世帯の1280世帯のうちアナログ放送は40世帯、デジタル放送は10世帯と極少数にとどまっていた（市町村別ロードマップによる）。

## その他

### 放送エリア
南富良野町全域。空知金山中継局は富良野市東山のごく一部地域もエリアに含まれている。

### 地上デジタル放送
南富良野幾寅中継局はNHK旭川放送局が2009年（平成21年）10月15日、TVhを除く民放各局が2010年（平成22年）12月10日にそれぞれ開局。空知金山中継局はTVhを除いて2009年（平成21年）12月24日に開局した。TVhは両中継局とも2012年12月20日に開局した（当初は2012年11月の予定だった）。当初、民放は両中継局とも自力建設困難となっていた。アナログ未開局だったTVhは、両中継局の整備工事費約4783万円を盛り込んだ平成23年度一般会計補正予算案が2011年12月20日の町議会で可決されたことから2012年度内の開局が実現することとなった。	

### 施設
- アナログ放送は画像にもあるとおり、南富良野幾寅・空知金山とも1つは先行3局の共同使用[2]。もう1つは後発2局の共同使用[2]。
- 南富良野幾寅中継局はデジタル放送はアナログ放送で運用している先行3局共同使用の既存施設のうち、NHKのみで使用している（民放は不明）。受信元は富良野麓郷中継局である。
- 空知金山中継局のデジタル放送施設は不明。受信元はデジタルテレビ・FMラジオとも旭川送信所である。

### 設置住所
- 南富良野幾寅中継局…南富良野町幾寅字山畔
- 空知金山中継局…南富良野町東鹿越